# Imortal
Imortal ist eine philippinische Drama-Fernsehserie, die vom 4. Oktober 2010 bis zum 29. April 2011 auf ABS-CBN ausgestrahlt wurde.

## Hintergrund
Die erste Episode der Serie hatte ihre Premiere am 4. Oktober 2010 auf ABS-CBN. Für die Serie wurden einige Stars der philippinischen Film- und Fernsehwelt gecastet. Nicht nur John Lloyd Cruz und Angel Locsin, der die Hauptrolle übernahm, sind zu sehen. Die weibliche Hauptrollen übernahmen Maricar Reyes und Rico Blanco, die beide schon früher mit Cruz und Locsin zusammengearbeitet haben. Regie führten Chito Roño, Jerry Lopez-Sineneng, Trina N. Dayrit, Richard V. Somes und Lester Pimentel.

## Besetzung
| Schauspieler     | Rolle             |
| Angel Locsin     | Lia Ortega/Lyka   |
| John Lloyd Cruz  | Mateo Rodriguez   |
| Maricar Reyes    | Samantha Imperial |
| Rico Blanco      | Lucas Teodoro     |
| Jaime Fabregas   | Abraham Villamor  |
| Vivian Velez     | Lucille Zaragoza  |
| Jake Roxas       | Magnus Imperial   |
| Johnny Revilla   | Simon Teodoro     |
| Francine Prieto  | Imelda Fontanilla |
| Jomari Yllana    | Roman Rodriguez   |
| Niña Dolino      | Clarisse Zaragoza |
| Rocky Salumbides | Tom Moreno        |
| Erika Padilla    | Miriam Villamor   |
| Pilar Pilapil    | Lady Elle         |
| Leandro Baldemor | Enrico Kabigting  |
| Vangie Labalan   | Tabitha Matute    |
| Dino Imperial    | Jethro Kabigting  |
| Marlann Flores   | Olivia/Olive      |
| Bryan Santos     | Gael              |
| Beverly Salviejo | Dara              |
| Nikki Valdez     | Lydia             |